# Sima Samar
Sima Samar, OC (4 de fevereiro de 1957) é uma  médica afegã, presidente da Comissão Independente Afegã de Direitos Humanos (em inglês, AIHRC), que se dedica à defesa e à investigação de violações dos direitos humanos no Afeganistão. Desde 2005, é Delegada Especial das Nações Unidas para tratar da situação dos direitos humanos no Sudão. O seu nome é regularmente apontado como uma possível distinção do Comité Nobel para o Prémio Nobel da Paz.

## Prémios
Sima Samar recebeu numerosos prémios internacionais pelo seu trabalho em direitos humanos e democracia:
- 1994 - Prémio Ramon Magsaysay categoria Community Leadership;
- 1995 - Global Leader for Tomorrow do World Economic Forum, Suíça;
- 1998 - 100 Heroines Award, E.U.A.;
- Prémio Paul Grunninger Human Rights, Fundação Paul Grunninger, Suíça, Mar. 2001;
- Prémio Voices of Courage, Women’s Commission for Refugee Women and Children, Nova Iorque, Jun. 2001;
- Prémio de Liberdade John Humphrey, Rights and Democracy, Canadá Dez. 2001;
- Ms. magazine, Women of the Year como representante das mulheres afegãs, EUA, Dez. 2001;
- Women of the Month, Toronto, Canadá, Dez. 2001;
- Best Social Worker Award, Mailo Trust Foundation, Quetta, Paquistão, Mar. 2001;
- International Human Rights Award, International Human Rights Law Group, Washington, DC, Abr. 2002;
- Prémio Liberdade da Women’s Association for Freedom and Democracy, Barcelona, Jul. 2002;
- Lawyers Committee for Human Rights, Nova Iorque, Out. 2002;
- Prémio de Direitos Humanos Perdita Huston 2003;
- Profile in Courage Award 2004; e
- Um dos 15 "campeões da democracia mundial", prémio A Different View', Jan. 2008[3]
- Prémio Asia Democracy and Human Rights, Dez. 2008;[4]
- Oficial de Honra da Ordem do Canadá, 2009[5]
- Prêmio Right Livelihood (2012)